# أنديرس تومسن
أنديرس تومسن (بالدنماركية: Anders Thomsen)‏ (29 يوليو 1995 بالدنمارك - ) هو لاعب كرة قدم دانمركي في مركز الوسط. شارك مع منتخب الدنمارك تحت 17 سنة لكرة القدم ومنتخب الدنمارك تحت 19 سنة لكرة القدم. أما مع النوادي، فقد لعب مع نادي أودنسه.

## وصلات خارجية
- أنديرس تومسن على موقع قاعدة بيانات كرة القدم.إي يو (الإنجليزية)
- أنديرس تومسن على موقع Soccerway.com (الإنجليزية)